# Fanal
Fanal är en ortsdel av L-Għasri i republiken Malta. Den ligger i kommunen L-Għasri, i den nordvästra delen av landet. Fanal ligger 104 meter över havet. Den ligger på ön Gozo.
Terrängen runt Fanal är platt.
Trakten runt Fanal består till största delen av jordbruksmark.